# Isidor Früh
Isidor Früh (* 13. April 1922 in Sasbach; † 28. August 2002 ebenda) war ein deutscher Landwirt und Politiker (CDU).

## Leben und Beruf
Nach dem Besuch der Realschule und des Gymnasiums wurde Früh 1941 zur Wehrmacht eingezogen und nahm bis 1945 als Soldat am Zweiten Weltkrieg teil. Bei Kriegsende geriet er in Gefangenschaft, aus der er 1947 entlassen wurde. Anschließend absolvierte er eine landwirtschaftliche Ausbildung. 1948 nahm er ein Studium der Landwirtschaft an der Universität Hohenheim auf, das er 1951 mit dem Examen als Diplom-Landwirt beendete. 1949 wurde er Mitglied der katholischen Studentenverbindung KDStV Carolingia Hohenheim im CV.
Früh war von 1952 bis 1976 als Leiter der Ländlichen Heimvolkshochschule des Landesbauernverbandes Württemberg-Hohenzollern in Bad Waldsee tätig, promovierte 1958 zum Dr. agr. und wirkte später als Vorsitzender des Verbandes der Ländlichen Heimvolkshochschulen Deutschlands. 1973 übernahm er die Leitung des Bundesverbandes der Deutschen Obst- und Kleinbrenner.

## Partei
Früh trat 1956 in die CDU ein und wurde zum Vorsitzenden des CDU-Ortsverbandes Bad Waldsee gewählt. Außerdem war er stellvertretender Vorsitzender des Landesagrarausschusses der CDU Baden-Württemberg.

## Abgeordneter
Früh gehörte von 1969 bis 1980 dem Deutschen Bundestag an. Er war von 1969 bis 1976 über die Landesliste Baden-Württemberg ins Parlament eingezogen und vertrat von 1976 bis 1980 den Wahlkreis Biberach. Darüber hinaus war er von 1973 bis 1989 Mitglied des Europäischen Parlamentes.

## Ehrungen
- Bundesverdienstkreuz I. Klasse, 1983